# Im Schatten des Triumphbogens
Im Schatten des Triumphbogens (Originaltitel: Arch of Triumph) ist ein britischer Fernsehfilm aus dem Jahr 1985, der von Harlech Television produziert wurde. Er basiert auf dem Roman Arc de Triomphe (1945) von Erich Maria Remarque. Bereits 1948 war das Thema mit Ingrid Bergman und Charles Boyer verfilmt worden.
Inszeniert wurde der Film von Waris Hussein und in den Hauptrollen sind Anthony Hopkins, Lesley-Anne Down und Donald Pleasence zu sehen.

## Handlung
Paris am Vorabend des Zweiten Weltkrieges: Der österreichische Chirurg Ravic ist nach Frankreich vor politischer Verfolgung durch das nationalsozialistische deutsche Regime geflohen. Er hatte Juden zur Flucht verholfen und hatte in einem Konzentrationslager Folterungen erdulden müssen.
Er lebt illegal in Frankreich und ist jederzeit von Abschiebung bedroht. Ravics Lage wird von den Franzosen schamlos ausgenutzt. Als Chirurg arbeitet er in einem Hospital und leistet dort hochqualifizierte Arbeit. Von den Krankenschwestern wird er verächtlich behandelt und seine Entlohnung ist absurd niedrig. Ravic ist mit Boris befreundet, der aus der Sowjetunion geflohen ist. Beide wohnen in einem heruntergekommenen Hotel für Illegale. Ravic wird in seinen Nächten von Alpträumen geplagt. Der Nazi-Offizier von Haake folterte ihn und auch seine Verlobte, um ihn unter Druck zu setzen. Die Nazis sind in seinem Kopf immer präsent. Ravic lernt durch Zufall auf einer Seine-Brücke die schöne Joan Madou kennen, als sie gerade dabei ist, sich umbringen zu wollen. Zwischen beiden entwickelt sich eine Romanze. Joan beginnt im Nachtclub Scheherazade als Sängerin zu arbeiten. Ravic erlebt mit ihr romantische Augenblicke. Eines Tages sieht Ravic einen Mann in Paris, der ihn an von Haake erinnert.
Als eine Passantin Hilfe braucht, hilft ihr Ravic. Die Polizei nimmt ihn mit aufs Revier, um die Verletzung zu protokollieren. Dort wird er als Illegaler erkannt und unbarmherzig, wie ein Schwerverbrecher, ausgewiesen und zur deutsch-französischen Grenze gebracht. Die französischen Soldaten setzen die Illegalen in der Nähe der Grenze aus und fordern sie auf, ins Deutsche Reich zurückzukehren. Ravic kann entkommen und schlägt sich wieder nach Paris durch. Joan hat nach Ravics Verschwinden eine Affäre mit einem reichen Regisseur begonnen, um einen Beschützer und Mäzen zu haben. Als sich Ravic und Joan wiedertreffen, ist das Verhältnis abgekühlt. Um emotional nicht verletzt zu werden, unterdrückt Ravic seine Gefühle für Joan und spielt den Unnahbaren. Joan sagt Ravic, dass sie ihn eigentlich liebe, aus Dankbarkeit aber ihren Geliebten nicht einfach verlassen kann. Sie bittet Ravic um Zeit. Ravic setzt sich ins Café und trifft dort von Haake. Dieser erkennt Ravic nicht wieder und beide beginnen ein Gespräch. Ravic gibt sich als deutscher Patriot zu erkennen und bietet sich von Haake als Freund an. Ravic nennt sich von Horn und bietet von Haake an, ihm einige interessante Bordelle im Rotlichtviertel zu zeigen. Von Haake ist begeistert und verspricht Ravic, sich in zwei Wochen bei ihm zu melden. Zeitgleich verdüstert sich Europas politische Situation, da ein neuer Weltkrieg droht. Ravic gelingt es, von Haake so abzufangen, dass er zu ihm ins Auto steigt. Beide fahren aufs Land. Als von Haake merkt, dass etwas nicht stimmt, ersticht Ravic ihn. Die Leiche lässt er verschwinden.
Als er wieder in Paris ist, kommt der Geliebte Joans zu Ravic gestürmt. Er gesteht ihm, dass er aus Eifersucht auf Joan geschossen hat. Beide fahren zur schwerverletzten Joan. Ravic bringt sie ins Krankenhaus und kämpft um ihr Leben. Er erkennt jedoch, dass sie nicht mehr zu retten ist. Mit letzter Kraft gesteht sie Ravic, dass er ihre große Liebe war und stirbt in seinen Armen. Der sonst selbstbeherrschte Ravic bricht zusammen. Sein Freund Boris verlässt Paris. Ravic hat keine Kraft mehr zu fliehen, er lässt sich von den französischen Behörden verhaften und wird in ein Internierungslager gebracht.

## Weiteres
Im Film singt Lesley-Anne Down „J’attendrai“.

## Kritik
Die Kritikauswertungswebsite Rotten Tomatoes verzeichnet nur 25 % positive Kritiken.

„Insgesamt gelungene, wenn auch streckenweise etwas langatmige Romanverfilmung; genau in der Charakterzeichnung, in der Hauptrolle eindrucksvoll gespielt.“